# كريليات
الكريليات (الاسم العلمي: Euphausiacea) هي رتبة من المفصليات تتبع طائفة اللينات الدرقة من شعبة المفصليات الأرجل.

## فصائل
تضم هذه الرتبة فصيلتين هما:
- الكريلية (الاسم العلمي:Euphausiidae)
- كريليات الأعماق (الاسم العلمي:Bentheuphausiidae)